# Jack Hatfield
Jack Hatfield (n. 15 august 1893, Great Ayton⁠(d), Hambleton, Anglia, Regatul Unit al Marii Britanii și Irlandei – d. 30 martie 1965, Middlesbrough, Anglia, Regatul Unit) a fost un înotător ce a reprezentat Regatul Unit al Marii Britanii și al Irlandei de Nord, medaliat olimpic. A participat la 3 ediții ale Jocurilor Olimpice (1912, 1924, 1928) în care a câștigat 3 medalii de argint.